# 潮州市
潮州市（日本語：ティオチウし/ちょうしゅう-し、潮州語：Tiê-tsiu）は中華人民共和国広東省東部に位置する地級市。古い歴史をもつ国家歴史文化名城であり、多くの華僑を出していることで有名である。全市総面積3,078平方キロ、総人口248万人、海外に住居する潮州籍華僑や香港マカオ同胞は約230万人。最も数多いのはタイの華人であるが、シンガポール、マレーシア、アメリカ合衆国などにもかなりの華人がいる。シンガポール等の英語では潮州語読みの Teochew（ティオチウ）が使用される。

## 歴史
秦漢時代には南海郡掲陽県の地であったが、331年に東晋により海陽県を設置、その県城が現代の潮州市である。413年に義安郡が置かれ、郡治は海陽県に置かれ、隋により義安郡は潮州となったが、潮州の州治は依然海陽県城にあった。その後も潮州海陽県は粤東地区（広東東部）の政治、経済、文化の中心であったが、1860年に汕頭が対外貿易港として開港すると次第に汕頭が地方の中心となっていった。
1914年に海陽県は潮安県と改称し、解放後の1953年に潮州市が建てられて省轄市となった。1955年に粤東行署が潮州から汕頭に移転し、1958年に潮州市は県級市に改められ、さらに潮安県に降格となった。しかし1979年に市制が復活し、1989年には省轄市も復活した。1991年12月に国務院の認可によって潮州市は地級市に昇格し、同時に市域を拡大した。

## 地理

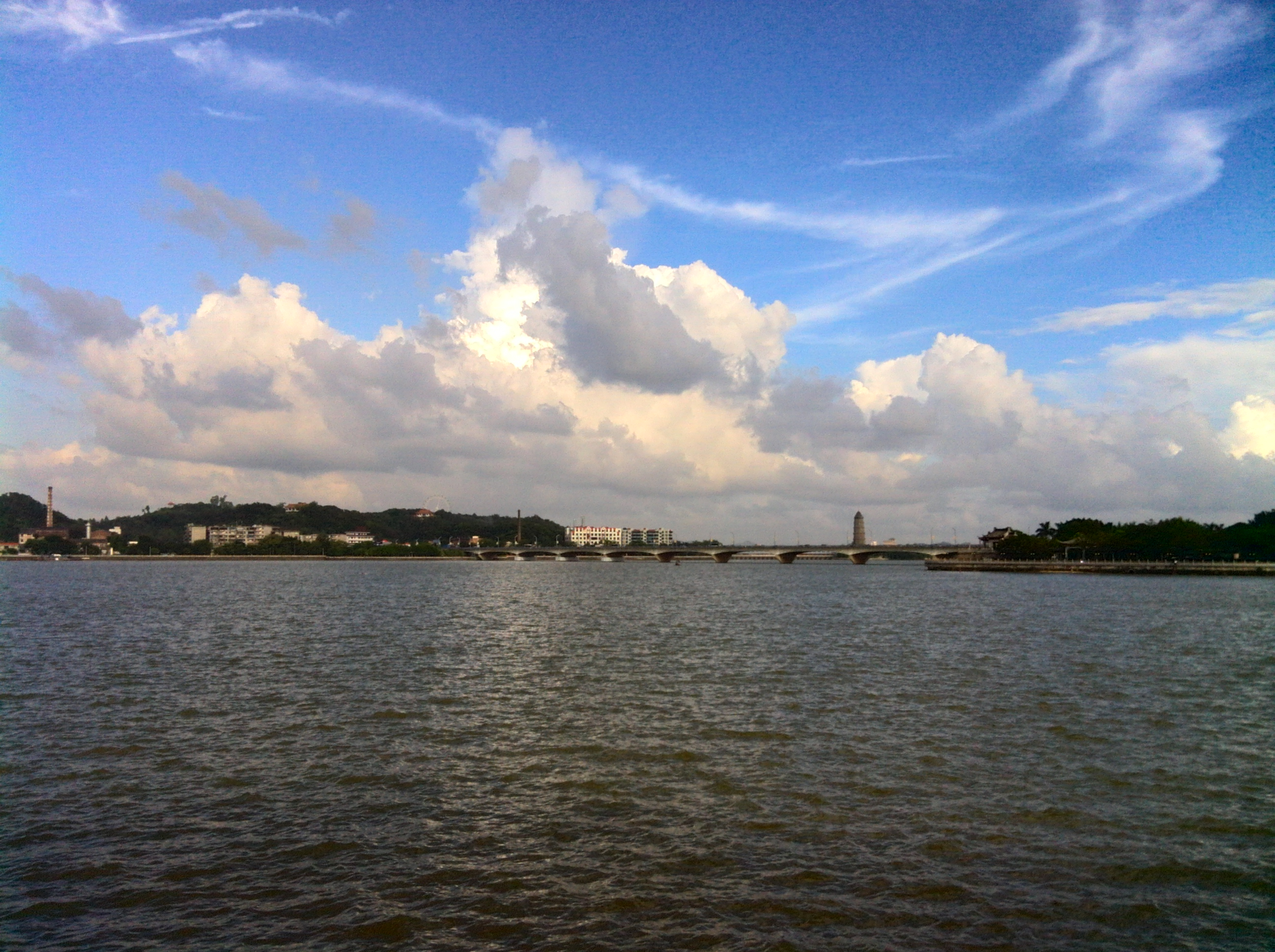
韓江

広東省東部、韓江の三角州の北部に位置し、東北は福建省、南西は広東省汕頭と接する。東は南シナ海（南海）に面する。汕頭駅から東莞東駅までの鉄道が市の郊外を通っている。

## 行政区画

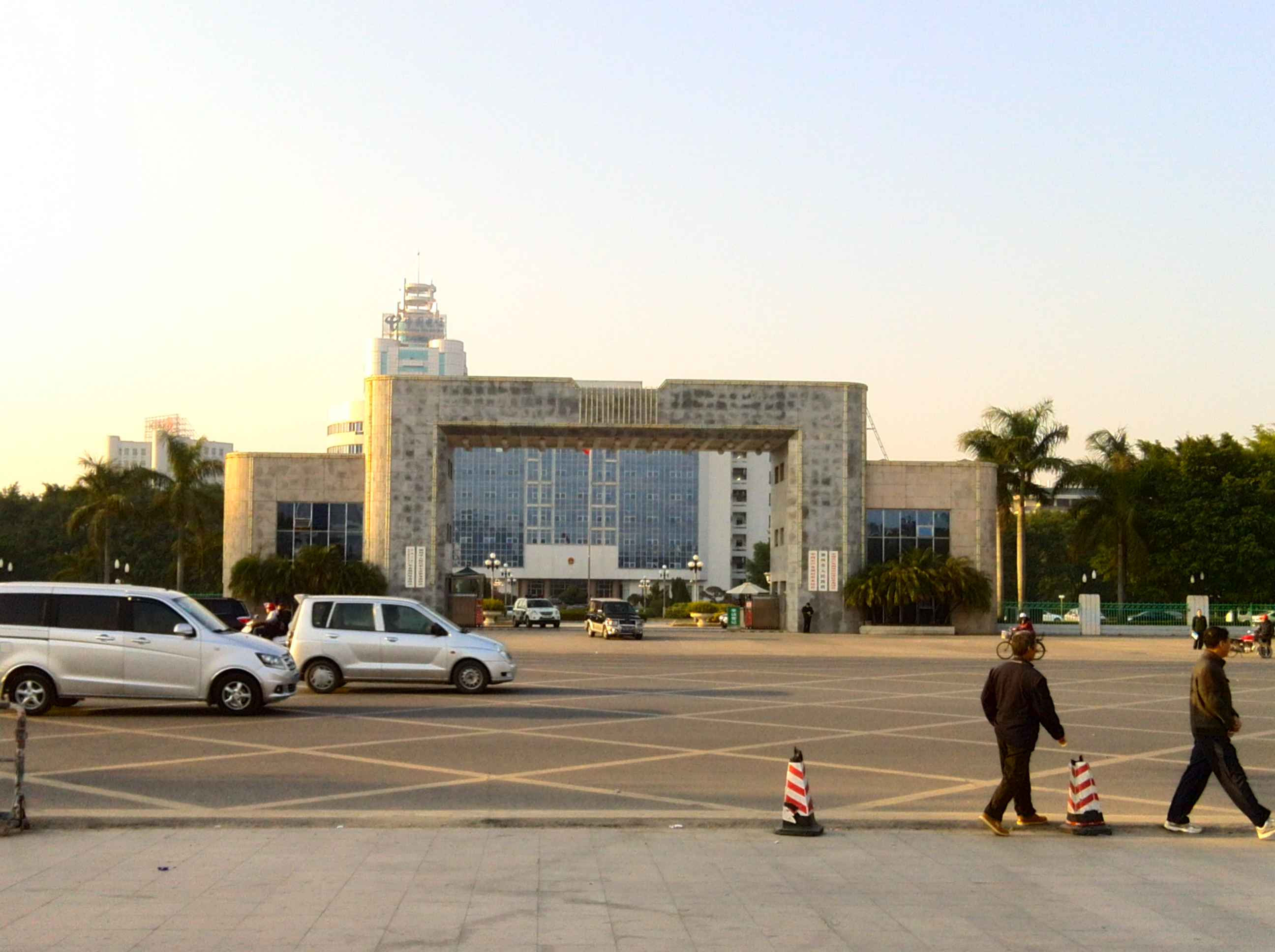
潮州市人民政府

2市轄区・1県を管轄する。
- 市轄区：
  - 湘橋区・潮安区
- 県：
  - 饒平県

| 潮州市の地図         |
| -------------------- |
| 湘橋区 潮安区 饒平県 |

### 年表
この節の出典

#### 潮汕専区
- 1949年10月1日 - 中華人民共和国広東省潮汕専区が成立。潮安県・澄海県・饒平県・南澳県・潮陽県・掲陽県・普寧県・恵来県・南山管理局が発足。(8県1管理局)
- 1949年11月 - 普寧県の一部が掲陽県に編入。(8県1管理局)
- 1950年3月1日 (8県)
  - 南山管理局が潮陽県・恵来県・普寧県に分割編入。
  - 恵来県・掲陽県、東江専区陸豊県の各一部が普寧県に編入。
- 1950年5月 (8県)
  - 饒平県・潮安県の各一部が澄海県に編入。
  - 澄海県・饒平県の各一部が潮安県に編入。
- 1950年6月 - 普寧県の一部が潮陽県・掲陽県に分割編入。(8県)
- 1951年10月 - 澄海県の一部が汕頭市五区に編入。(8県)
- 1952年11月 - 潮汕専区が興梅専区と合併し、粤東行政区の発足により消滅。

#### 粤東行政区
- 1952年11月 - 潮汕専区(8県)・興梅専区(7県)が合併し、粤東行政区が発足。(21県)
  - 東江専区恵陽県・紫金県・河源県・竜川県・海豊県・陸豊県を編入。
- 1953年4月20日 - 澄海県の一部が潮安県に編入。(21県)
- 1953年7月1日 - 潮安県の一部が分立し、地級市の潮州市となる。(21県)
- 1956年1月4日 
  - 潮安県・澄海県・潮陽県・掲陽県・饒平県・恵来県・普寧県・大埔県・豊順県・平遠県・蕉嶺県・興寧県・五華県・梅県・南澳県が汕頭専区に編入。
  - 恵陽県・河源県・紫金県・海豊県・陸豊県・竜川県が恵陽専区に編入。

#### 潮州市(第1次)
- 1953年7月1日 - 粤東行政区潮安県の一部が分立し、潮州市が発足。(1市)
- 1956年1月4日 - 潮州市が汕頭専区に編入。

#### 潮州市(第2次)
- 1991年12月7日 - 汕頭市潮州市が地級市の潮州市に昇格。湘橋区・潮安県を設置。(1区2県)
  - 汕頭市饒平県を編入。
- 2013年6月28日 (2区1県)
  - 潮安県の一部（磷渓鎮、鉄鋪鎮、官塘鎮）が湘橋区に編入。
  - 潮安県が区制施行し、潮安区となる。

## 文化
広東省に属するが、北東に隣接する福建省南部・台湾・海南島にわたって話される閩南語の一種である独自の潮州語を話し、中国の代表的な地方文化とされる。潮劇、潮楽、潮繍、潮彫などが潮州文化の代表であり、これらを研究する潮学という学問さえある。また海産物や乾物の味を引き出し、日本人の口にもよく合う潮州料理や潮州工夫茶も有名である。

## 観光
- 広済橋
- 開元寺 - 唐代に建立された名刹
- 西湖公園
- 人民広場
- 韓文公祠
- 鳥居の街（牌坊街）
- 淡浮院

## 交通

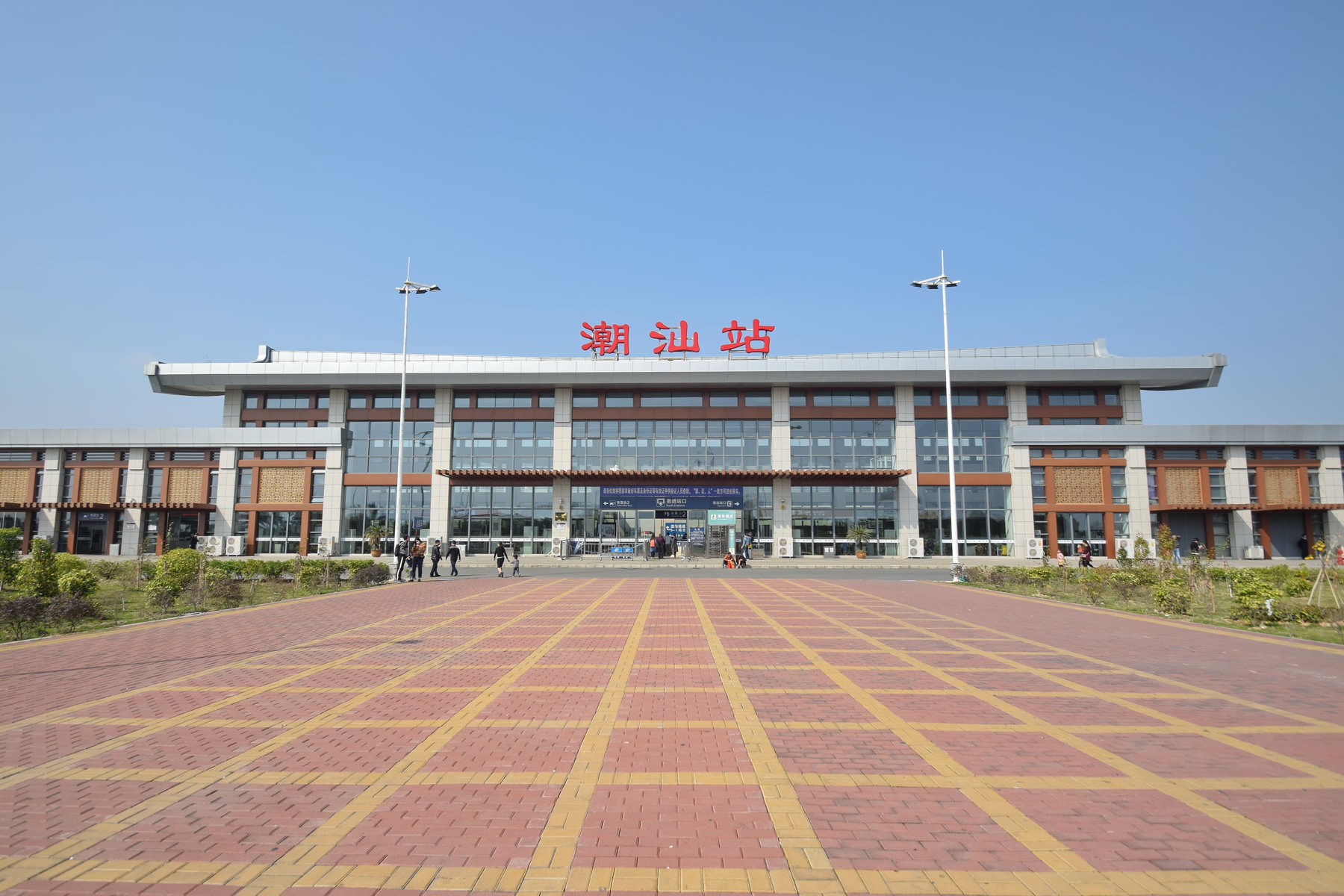
潮汕駅

### 航空
- 隣接する掲揚市に掲陽潮汕空港がある。

### 鉄道
- 中国鉄路総公司
  - 廈深線
  - 畲竜線

### 道路
- 高速道路
  - 瀋海高速道路
  - 汕昆高速道路
  - 甬莞高速道路
- 国道
  - G324国道

## 教育
- 高等専門学校：韓山師範学院
- 普通高等学校：潮州市金山中学、潮州市高級中学、潮州市南春中学、潮州市綿徳中学
- 専門学校：潮州市職業技術学校
- 中学校：潮州市城基中学、潮州市城南中学、潮州市城西中学
- 小学校：潮州市城南小学、潮州市綿徳小学、潮州市昌黎路小学

## パレード
潮州市は市内にて開催された大規模なパレードのほか、潮州の各村の迎殿さま活動開催パレード。
| 和名                                        | 中文名                   | 開催日        | 参加人数 | 注                                                    |
| 新世紀クルーズ                              | 新世纪大巡游             | 2001年1月1日  | 不明     |                                                       |
| 第2回ランタンフェスティバル民俗文化パレード | 第二届花灯节民俗文化巡游 | 2011年2月17日 | 120人    |                                                       |
| 公安武装パレード                            | 公安武装巡游             | 2012年9月28日 | 何千人   |                                                       |
| 青竜寺文化パレード                          | 青龙庙会文化踩街巡游     | 2014年2月23日 | 1000人   |                                                       |
| 尊師重学パレード                            | 尊师重学大巡游           | 毎年9月1日    | 3500人   | 2015年初めて行われ、その後、毎年の9月1日に1度の開催。 |

## 出身有名人
- 李嘉誠 - 香港最大の財閥総帥
- 饒宗頤 - 学者
- ジェームス・ティエン - 俳優
- リチャード・ン - 俳優
- 黄玉郎 - 漫画家